# Pseudostenophylax rufescens
Pseudostenophylax rufescens är en nattsländeart som först beskrevs av Martynov 1930.  Pseudostenophylax rufescens ingår i släktet Pseudostenophylax och familjen husmasknattsländor. Inga underarter finns listade i Catalogue of Life.